# Беловежские соглашения
Белове́жские соглаше́ния (Белове́жское соглаше́ние) — неофициальное наименование «Соглашения о создании Содружества Независимых Государств» (СНГ), подписанного 8 декабря 1991 года Республикой Беларусь, РСФСР и Украиной как государствами — учредителями Союза ССР, подписавшими Договор об образовании СССР (1922).
В Соглашении констатировалось прекращение существования Союза ССР как «субъекта международного права и геополитической реальности» и заявлялось о создании Содружества Независимых Государств (СНГ).
Соглашение подписали высшие должностные лица и главы правительств трёх союзных республик: Станислав Шушкевич и Вячеслав Кебич от Республики Беларусь, Борис Ельцин и Геннадий Бурбулис от РСФСР, Леонид Кравчук и Витольд Фокин от Украины.

## Список лиц, подписавших соглашение
Лица, подписавшие «Соглашение о создании Содружества Независимых Государств»:
| Портрет | Имя (годы жизни)           | Должность |
| ------- | -------------------------- | --- |
|         | В. Ф. Кебич (1936—2020)    | Председатель Совета Министров Республики Беларусь                                                                 |
|         | С. С. Шушкевич (1934—2022) | Председатель Верховного Совета Республики Беларусь                                                                |
|         | Б. Н. Ельцин (1931—2007)   | Президент РСФСР/Российской Федерации                                                                              |
|         | Г. Э. Бурбулис (1945—2022) | Первый заместитель председателя правительства РСФСР/Российской Федерации, госсекретарь РСФСР/Российской Федерации |
|         | Л. М. Кравчук (1934—2022)  | Президент Украины                                                                                                 |
|         | В. П. Фокин (1932—2025)    | Премьер-министр Украины                                                                                           |

## Предыстория
В декабре 1990 года президент СССР М. С. Горбачёв, пытаясь остановить дезинтеграцию СССР, предложил проект нового Союзного договора. Его поддержал IV Съезд народных депутатов СССР, постановивший считать необходимым сохранение СССР как обновлённой федерации равноправных суверенных республик, в которой будут в полной мере обеспечиваться права и свободы человека любой национальности.
17 марта 1991 года состоялся Всесоюзный референдум, на котором за сохранение и обновление СССР проголосовало большинство граждан (77 %), исключая население шести республик — трёх прибалтийских (Литва, Эстония, Латвия), двух закавказских (Грузия, Армения) и Молдавии, в которых высшие органы власти отказались проводить референдум.
Рабочей группой в рамках так называемого новоогарёвского процесса весной — летом 1991 года был разработан проект по заключению нового союза — Союза Советских Суверенных Республик как мягкой, децентрализованной федерации. Подписание нового Союзного договора 20 августа было, однако, сорвано августовским путчем и последующей попыткой отстранения Михаила Горбачёва от должности президента СССР, сразу после чего независимость провозгласили почти все оставшиеся союзные республики.
После провала ГКЧП 22 августа 1991 г. работа над новым Союзным договором была продолжена, но теперь уже речь шла о создании Союза Суверенных Государств как конфедерации.
5 сентября V Съезд народных депутатов СССР принял закон «Об органах государственной власти и управления Союза ССР в переходный период», объявив тем самым переходный период для формирования новой системы государственных отношений, подготовки и подписания Договора о Союзе Суверенных Государств, после чего по предложению М. С. Горбачёва съезд фактически самораспустился.
6 сентября Государственный Совет СССР признал выход трёх прибалтийских республик (Латвии, Литвы и Эстонии) из Союза ССР.
14 ноября главы семи из двенадцати союзных республик (Россия, Беларусь, Казахстан, Киргизия, Таджикистан, Туркменистан, Узбекистан) и президент СССР Михаил Горбачёв сделали заявление о намерении заключить договор о создании ССГ.
1 декабря на территории Украины состоялся референдум, вопрос которого звучал как «Подтверждаете ли вы Акт провозглашения независимости Украины?», который был принят Верховным Советом Украинской ССР 24 августа 1991 года. Борис Ельцин сделал заявление о признании независимости Украины, заявил о намерении установить с Украиной дипломатические отношения и заключить с ней всеобъемлющий двусторонний договор.
4 декабря «Независимая газета» сообщила со ссылкой на пресс-секретаря президента РСФСР Павла Вощанова, что Борис Ельцин 6 декабря отправляется в Минск: «Прессу российский лидер против обыкновения брать не собирается, потому что планирует помимо официальных неофициальные переговоры. В это же время, как стало известно из достоверных источников, в Минск приедет и президент Украины Леонид Кравчук… <…>».
5 декабря Ельцин встретился с Горбачёвым для обсуждения перспектив ССГ в связи с провозглашением независимости Украины. После встречи он заявил журналистам, что «без Украины союзный договор теряет всякий смысл».

## Ход встречи
По словам С. С. Шушкевича, «мы [Ельцин, Кравчук, Шушкевич и прибывшие с ними лица] собрались 7 декабря 1991 года в Вискулях (Беловежская пуща), чтобы обсудить вопросы поставок нефти и газа в Украину и в Беларусь».
По словам Л. М. Кравчука, встретиться без Горбачёва и решить вопрос о Союзе решили, ещё гуляя по новоогарёвскому парку в перерывах между заседаниями. Шушкевич предложил Беловежскую пущу, поскольку в Москве «всё будет давить, Украина тоже большая».
По воспоминаниям Шушкевича, «даже собираясь в Беловежской пуще по моему приглашению, мы изначально не намеревались принимать решение о выходе из СССР. Таких заготовок не было ни у меня и нашей делегации, ни, думаю, и у других тоже». По словам Кравчука, «Тема вначале была названа так: собраться и принять какую-то декларацию или заявление, что новоогарёвский процесс зашёл в тупик и что нам надо искать какие-то новые подходы, решения. <…> Мы начали готовить документ и убедились, что просто декларацией, как изначально предполагалось, не обойтись».
Вячеслав Кебич, в то время возглавлявший белорусское правительство, утверждает, что инициатором Беловежских соглашений выступила российская делегация, а само подписание было спонтанным. По его словам, «всё это знал один Ельцин». По словам Кебича, «вся эта поездка задумывалась не с целью подписания этого договора (о распаде СССР)», так как ни сам Кебич, «ни Шушкевич, ни Кравчук, ни Фокин с украинской стороны не знали, что будет подготовлен и подписан такой документ». Оказалось, что «российская делегация с Шахраем, Шохиным, Бурбулисом приехала с намётками [то есть предварительным планом]: если дело будет выгорать [то есть завершится удачно, успешно], если будет согласие со стороны Украины, то можно будет подписать документ». Кебич пояснил, что российской стороне требовалось согласие Украины из-за того, что «контакт с Шушкевичем у Ельцина был, а вот с Кравчуком у Ельцина сложились натянутые отношения».
Президент Украины Кравчук отказался присоединяться к предлагаемому Горбачевым реформированному СССР. После чего советник Ельцина Бурбулис предложил полностью распустить СССР. Тогдашний руководитель белорусского КГБ доложил о происходящем «предательстве» в Москву, однако активной реакции оттуда не последовало, так как Горбачев на тот момент уже имел мало поддержки. СССР был распущен, вместо него было создано СНГ — не государство, а региональная международная организация.

## Содержание Беловежского соглашения
В преамбуле документа Республика Беларусь, Российская Федерация (РСФСР) и Украина как государства — учредители Союза ССР, подписавшие Союзный Договор 1922 года, констатировали, что «Союз ССР как субъект международного права и геополитическая реальность прекращает своё существование».
При этом, «основываясь на исторической общности народов и сложившихся между ними связях, намереваясь развивать свои отношения на основе взаимного признания и уважения государственного суверенитета, неотъемлемого права на самоопределение, принципов равноправия и невмешательства во внутренние дела, отказа от применения силы, экономических или любых других методов давления, других общепризнанных принципов и норм международного права», Республика Беларусь, Российская Федерация (РСФСР) и Украина договорились образовать Содружество Независимых Государств (СНГ).
Подписывая Соглашение, каждая из Сторон гарантировала:
- равные права и свободы своим гражданам независимо от их национальности или иных различий;
- гражданские, политические, социальные, экономические и культурные права и свободы в соответствии с общепризнанными международными нормами о правах человека для граждан других Сторон, а также лиц без гражданства, проживающих на её территории, независимо от их национальной принадлежности или иных различий;
- защиту населяющих их территории национальных меньшинств и сложившихся уникальных этнокультурных регионов с целью способствовать выражению, сохранению и развитию их этнической, культурной, языковой и религиозной самобытности;
- признание и уважение территориальной целостности друг друга и неприкосновенности существующих границ в рамках Содружества, открытость границ, свободу передвижения граждан и передачи информации в рамках Содружества[23].

Стороны брали на себя обязательство:
- развивать равноправное и взаимовыгодное сотрудничество своих народов и государств в области политики, экономики, культуры, образования, здравоохранения, охраны окружающей среды, науки, торговли, в гуманитарной и иных областях, содействовать широкому информационному обмену;
- сотрудничать в обеспечении международного мира и безопасности, осуществлении эффективных мер сокращения вооружений и военных расходов, стремиться к ликвидации всех ядерных вооружений, всеобщему и полному разоружению под строгим международным контролем, уважать стремление друг друга к достижению статуса безъядерной зоны и нейтрального государства[23].

При этом государства — члены Содружества договорились о необходимости:
- сохранять и поддерживать под объединённым командованием общее военно-стратегическое пространство, включая единый контроль над ядерным оружием;
- совместно гарантировать необходимые условия размещения, функционирования, материального и социального обеспечения стратегических вооружённых сил;
- проводить согласованную политику по вопросам социальной защиты и пенсионного обеспечения военнослужащих и их семей.

В статье 14 «официальным местом пребывания координирующих органов Содружества» устанавливался Минск и прекращалась деятельность всех органов СССР на территориях государств — членов Содружества.

## Реакция должностных лиц и органов власти СССР
По словам Станислава Шушкевича:

«когда мы (Ельцин, Шушкевич, Кравчук) собрались все ехать в Беловежскую пущу, Назарбаев, наоборот, улетел в Москву. Мы связались с его самолётом, и Борис Николаевич, как большой друг, стал звать его: „Нурсултан, приезжай, мы тут собираемся важные вопросы решать“. Была включена громкая связь, и мы все слышали, как Назарбаев сказал: „Да, сейчас. Заправимся, и я прилечу“. Но в Москве … Назарбаев приехал к нему (Горбачёву) и сомневался, чья возьмёт — то ли его (Горбачёва), то ли наша. И Михаил Сергеевич очень хотел, чтобы Назарбаев был с ним, и пообещал ему в случае успеха должность председателя Верховного Совета СССР [вакантную после ареста Анатолия Лукьянова]. И Назарбаев как человек восточный и мудрый увернулся от нашей встречи. Он потом неоднократно говорил, что никогда бы не подписал такое соглашение, как Беловежское».

Центральная власть СССР во главе с Горбачёвым к этому времени оказалась парализована и уже ничего не могла противопоставить действиям руководителей республик.
По словам народного депутата СССР В. Алксниса, «как только руководителям КГБ Белорусской ССР стало известно о намерении Ельцина, Кравчука и Шушкевича подписать соглашения, ликвидирующие СССР, об этом было немедленно доложено в Москву, в том числе и Горбачёву. В Вискули выдвинулся спецназ КГБ Беларуси, окруживший лес в районе охотничьей резиденции и ожидавший приказа на арест ликвидаторов СССР. В ответ из Москвы было приказано находиться на позициях и ждать команды. Но команды так и не поступило…».
По словам последнего председателя Верховного Совета СССР А. Лукьянова, на момент подписания соглашения находившегося под стражей по делу ГКЧП, белорусские «чекисты» своевременно проинформировали президента СССР и готовы были «накрыть всю эту компанию». Позднее достоверность информации Лукьянова подтвердил и Александр Лукашенко. Да и советник Горбачёва Георгий Шахназаров уверенно утверждал, что если и не в ту ночь, то в последующие дни Горбачёв «ещё мог бы восстановить в армии единоначалие, даже несмотря на то, что маршал Шапошников переметнулся на сторону заговорщиков». Но он, по утверждению родных и близких и по его личным заявлениям, боялся возможного «кровопролития». Сам Горбачев спустя 25 лет пояснил, почему не стал их арестовывать: «Я думаю, это пахло гражданской войной. Это опасно. Это выглядело бы, что я вроде как для того, чтобы удержать власть, пошел на такое, хотя надо было демократическими путями добиваться».
На следующий день после подписания соглашения Горбачёв выступил с заявлением о том, что каждая союзная республика имеет право выхода из Союза, но судьба многонационального государства не может быть определена волей руководителей трёх республик — вопрос этот должен решаться только конституционным путём с участием всех союзных республик и с учётом воли их народов.
Руководитель Межреспубликанской службы безопасности СССР В. В. Бакатин бездействовал.
10 декабря народные депутаты СССР Александр Оболенский и Владимир Самарин начали сбор подписей за созыв чрезвычайного VI Съезда народных депутатов СССР. Под обращением к Президенту СССР и Верховному Совету СССР с предложением созвать Съезд подписалось 397 депутатов.
11 декабря Комитет конституционного надзора СССР сделал заявление, в котором указывалось, что одни союзные республики не вправе решать вопросы, касающиеся прав и интересов других союзных республик, и поэтому содержащаяся в Беловежском соглашении констатация того, что «Союз ССР как субъект международного права и геополитическая реальность прекращает своё существование», может рассматриваться лишь в качестве политической оценки ситуации, не имеющей юридической силы. Также в заявлении говорилось, что органы власти СССР могут прекратить своё существование только «после решения в конституционном порядке вопроса о судьбе СССР».
17 декабря группа народных депутатов СССР приняла заявление в связи с подписанием Соглашения и ратификацией его Верховными Советами России, Беларуси и Украины, в котором объявила, что считает принятые решения о ликвидации общегосударственных органов власти и управления незаконными и не отвечающими сложившейся ситуации и жизненным интересам народов, и заявила, что в случае дальнейшего осложнения обстановки в стране оставляет за собой право созыва в будущем Съезда народных депутатов СССР.
26 декабря Совет Республик Верховного Совета СССР (сформированный в октябре на основании Закона СССР от 05.09.1991 № 2392-I «Об органах государственной власти и управления Союза ССР в переходный период» вместо предусмотренного Конституцией СССР Совета Национальностей) под председательством Ануарбека Алимжанова принял декларацию о прекращении существования СССР в связи с образованием СНГ, ошибочно в ней указав, что высший государственный орган Российской Федерации (РСФСР) — Съезд народных депутатов ратифицировал соглашение о создании СНГ. Также было указано, что соглашение было ратифицировано высшими государственными органами Киргизии и Узбекистана, что на тот момент не соответствовало действительности (см. раздел «Последовавшие события в других союзных республиках»).

## Последовавшие события в РСФСР (Российской Федерации)
Борис Ельцин, как вспоминает Руслан Хасбулатов, настаивал на скорейшей ратификации соглашения о создании СНГ, ссылаясь на множество проблем, возникающих из-за неопределённости в этом вопросе.
12 декабря 1991 года Беловежское соглашение было ратифицировано Верховным Советом РСФСР под председательством спикера парламента Руслана Хасбулатова, который призывал депутатов голосовать за ратификацию соглашения. Сразу после этого российский парламент денонсировал Договор об образовании СССР.
За ратификацию Соглашения о создании СНГ проголосовало 188 человек, против всего лишь 7. Из 22 членов фракции «Коммунисты России» 15 проголосовало за ратификацию. Михаил Горбачёв в дальнейшем неоднократно заявлял, что бывший секретарь ЦК запрещенной Компартии РСФСР Геннадий Зюганов уговаривал членов парламента от фракции «Коммунисты России» голосовать за ратификацию соглашения. Сам Зюганов это отрицает.
Ряд членов Верховного Совета (Илья Константинов, Сергей Бабурин и Виталий Севастьянов) отмечали, что, согласно ст. 104 действовавшей на тот момент Конституции РСФСР, для ратификации Соглашения необходимо было созвать высший орган государственной власти — Съезд народных депутатов РСФСР, поскольку Соглашение затрагивало государственное устройство республики как части Союза ССР и тем самым влекло за собой изменения российской конституции.
22 декабря, на следующий день после подписания в Алма-Ате главами 11 союзных республик протокола к Беловежскому соглашению, в Москве у ВДНХ состоялся многотысячный митинг против ликвидации СССР («Марш голодных очередей»).
В апреле 1992 года VI съезд народных депутатов России трижды отказался ратифицировать Соглашение и исключить из текста Конституции РСФСР упоминание о Конституции и законах СССР, что впоследствии стало одной из причин противостояния Съезда народных депутатов с президентом Ельциным и в дальнейшем привело к разгону Съезда в октябре 1993 года. Конституция СССР и законы СССР продолжали упоминаться в статьях 4 и 102 Конституции Российской Федерации — России (РСФСР) 1978 года вплоть до 25 декабря 1993 года, когда вступила в силу принятая всенародным голосованием Конституция Российской Федерации, которая не содержала упоминания о Конституции и законах Союза ССР.
В сентябре 1992 года группа народных депутатов РСФСР во главе с Сергеем Бабуриным направила в Конституционный суд Российской Федерации ходатайство о проверке конституционности постановлений Верховного Совета РСФСР от 12 декабря 1991 года «О ратификации Соглашения о создании Содружества Независимых Государств» и «О денонсации Договора об образовании СССР». Это обращение так и не было рассмотрено из-за событий сентября — октября 1993 года (накануне этих событий суд готовился к рассмотрению этого ходатайства).
После того, как в декабре 1995 года левые партии — в основном коммунисты и аграрии — получили в новой Государственной думе более сорока процентов мест, 14 марта 1996 года Совет Государственной думы внёс в повестку дня пленарного заседания подготовленный фракцией КПРФ, Аграрной группой и группой «Народовластие» проект постановления «Об углублении интеграции народов, объединявшихся в Союз ССР, и отмене Постановления Верховного Совета РСФСР от 12 декабря 1991 года о создании Содружества Независимых Государств»[значимость факта?]. 15 марта Государственная дума приняла постановление «О юридической силе для Российской Федерации — России результатов референдума СССР 17 марта 1991 года по вопросу о сохранении Союза ССР»; пункт 3-й гласил: «Подтвердить, что Соглашение о создании Содружества Независимых Государств от 8 декабря 1991 года, подписанное президентом РСФСР Б. Н. Ельциным и государственным секретарём РСФСР Г. Э. Бурбулисом и не утверждённое Съездом народных депутатов РСФСР — высшим органом государственной власти РСФСР, — не имело и не имеет юридической силы в части, относящейся к прекращению существования Союза ССР».
Реакция на постановление среди лидеров стран СНГ не была однозначной. Борис Ельцин заявил, что постановление может привести к «непредсказуемым» последствиям, поскольку, в частности, «становится непонятным статус всей России, а значит, и самой Думы». Президент Беларуси Александр Лукашенко, напротив, приветствовал принятие этого постановления. Президент Грузии Эдуард Шеварднадзе при оценке решения Госдумы заявил, что оно «может подорвать хрупкие ростки взаимного доверия и начавшиеся интеграционные процессы в Содружестве Независимых Государств». Реальных политических последствий данное решение не имело, но способствовало развитию интеграционных процессов между Россией и Беларусью. 2 апреля 1996 года между двумя государствами была достигнута договорённость об образовании Сообщества России и Беларуси.
В сентябре 1998 года на заседании комиссии Госдумы Руслан Хасбулатов признал, что ратификация Беловежского соглашения находилась в исключительной компетенции Съезда народных депутатов: «Документ не ратифицирован. С точки зрения Конституции это был вопрос Съезда. А то, что принял Верховный Совет, могло иметь всего лишь рекомендательный характер».
Подписание Беловежских соглашений стало одним из эпизодов обвинения против Б. Н. Ельцина при попытке отрешить его от должности главы государства в мае 1999 года. Специальная комиссия Государственной думы установила, что при подписании Беловежских соглашений «Б. Н. Ельцин пошёл на грубое нарушение статей 74-76 Конституции СССР 1977 г., Закона СССР от 3 апреля 1990 г. „О порядке решения вопросов, связанных с выходом союзной республики из СССР“, статей 4, 5, 68, 70, 71, 76 Конституции РСФСР 1978 г., статей 4, 6 Закона РСФСР от 24 апреля 1991 года „О Президенте РСФСР“ и совершил указанные действия вопреки воле народов РСФСР о необходимости сохранения СССР, выраженной во время всенародного голосования (референдума), состоявшегося 17 марта 1991 года».
Комиссия признала, что «в действиях президента Российской Федерации Б. Н. Ельцина, направленных на подготовку, заключение и реализацию Беловежских соглашений, имеются достаточные данные, указывающие на признаки тяжкого преступления, предусмотренного статьёй 64 УК РСФСР (275 УК РФ)», и «заключающиеся в измене Родине путём подготовки и организации заговора с целью неконституционного захвата союзной власти, упразднения действовавших тогда союзных институтов власти, противоправного изменения конституционного статуса РСФСР». Однако эта попытка отрешения Б. Н. Ельцина от должности президента Российской Федерации не была поддержана парламентом.
В связи с тем, что Соглашение о создании СНГ не было ратифицировано Съездом народных депутатов РСФСР, комитет Госдумы по делам СНГ и связям с соотечественниками 5 марта 2003 года пришёл к заключению, что Российская Федерация де-юре не является государством — учредителем и государством — членом Содружества Независимых Государств.

## Последовавшие события в других союзных республиках
10 декабря Верховный Совет Украины 295 голосами c оговорками ратифицировал Соглашение о создании СНГ, против проголосовало 10 депутатов и 7 воздержалось. Сразу после голосования состоялся телефонный разговор Леонида Кравчука со Станиславом Шушкевичем, который в этот момент вёл заседание Верховного Совета Республики Беларусь. После окончания этого разговора белорусские депутаты поставили Соглашение на голосование. За ратификацию проголосовало 263 депутата, 1 проголосовал против и 2 воздержались.
13 декабря на встрече в Ашхабаде президенты среднеазиатских республик заявили о готовности стать соучредителями СНГ и предложили к Соглашению свои поправки. В частности, они предложили переименовать Содружество Независимых Государств в Евразийское Содружество Независимых Государств.
21 декабря к Соглашению присоединились почти все остальные союзные республики: Азербайджан, Армения, Казахстан, Киргизия, Молдавия, Таджикистан, Туркменистан и Узбекистан. Эти республики подписали в Алма-Ате совместно с Беларусью, Россией и Украиной Декларацию о целях и принципах СНГ и Протокол к Соглашению о создании СНГ.
23 декабря Верховный Совет Казахской ССР ратифицировал Соглашение вместе с Протоколом. Упоминания о том, что Казахстан является союзной республикой СССР, оставались в Конституции Казахской ССР 1978 года (глава 7, статьи 68—75) вплоть до 28 января 1993 года, когда была принята и вступила в силу Конституция Республики Казахстан. Казахстан провозгласил независимость 16 декабря 1991 года, последним из республик СССР.
25 декабря 1991 года, в день отставки Михаила Горбачёва с поста президента СССР, Соглашение о создании СНГ было ратифицировано Верховным Советом Таджикистана. На следующий день аналогичное решение принял Верховный Совет Туркменистана.
4 января 1992 года Верховный Совет Республики Узбекистан ратифицировал Соглашение о создании СНГ и Протокол к нему.
6 марта 1992 года Верховный Совет Киргизской ССР ратифицировал Алма-Атинский протокол к Беловежскому соглашению.
19 июня 1992 года Леонид Кравчук подписал закон о полном исключении упоминаний об СССР из Конституции Украины 1978 года.
7 октября 1992 года Верховный Совет Азербайджана не ратифицировал соглашение о создании СНГ, и в течение года представители Баку участвовали в работе Содружества в качестве наблюдателей. 20 сентября 1993 года азербайджанские депутаты приняли постановление о присоединении республики к СНГ.
8 октября 1993 года председатель парламента Грузии Эдуард Шеварднадзе заявил, что принял решение о вступлении Грузии в СНГ.
Вступление Азербайджанской Республики и Республики Грузия в Содружество было оформлено решениями Совета глав государств от 24 сентября и 3 декабря 1993 года на основании части 3 статьи 7 Устава СНГ.
8 апреля 1994 года избранный вместо Верховного Совета бывшей Молдавской ССР парламент Молдавии с оговорками ратифицировал Соглашение, понимая под этим экономическое сотрудничество Республики Молдова в рамках Содружества.
12 августа 2008 года президент Грузии Михаил Саакашвили объявил о намерении Грузии выйти из СНГ в связи с войной в Грузии. 12 июня 2009 года парламент Грузии формально завершил процедуру выхода. 18 августа 2009 года Грузия официально покинула СНГ.
19 марта 2014 года, в связи с началом необъявленной российско-украинской войны и аннексией Крыма Россией, Совет национальной безопасности и обороны Украины принял решение о прекращении председательства Украины в СНГ, а секретарь СНБО Украины А. Турчинов заявил, что страна начинает процесс полного прекращения своего участия в структурах Содружества Независимых Государств. 3 сентября 2014 года исполнительный секретарь СНГ С. Лебедев заявил, что Украина не вышла из состава СНГ.
8 декабря депутаты Верховной рады начали обсуждать соответствующий вопрос. 9 ноября 2016 года в Верховную раду был подан законопроект о выходе Украины из СНГ. В марте 2018 года президент Украины П. Порошенко выступил с предложением подготовить совместно с кабинетом министров документ об официальном прекращении участия в СНГ и окончательного закрытия украинского представительства при соответствующих институциях в Минске. Своё решение он объяснил европейской ориентацией страны, «одновременно должна быть инвентаризирована вся договорно-правовая база, заключённая Украиной в рамках СНГ, на предмет соответствия национальным интересам». 19 мая 2018 года Порошенко подписал указ, которым ввёл в действие решение СНБО об окончательном прекращении участия Украины в уставных органах СНГ. СНБО поручил МИД принять меры по прекращению действия отдельных межгосударственных соглашений.
28 августа 2018 года Украина закрыла представительство при уставных органах СНГ. Тем не менее Исполком СНГ направил приглашение новому президенту Украины В. Зеленскому на встречу в верхах стран СНГ 11 октября 2019 года, но Зеленский на него не поехал. В этом же году МВФ включил Украину в группу развивающихся европейских стран, упразднив страну из перечня группы СНГ, в котором она числилась ранее. В 2020 году президент Владимир Зеленский подписал указ о выходе из соглашения о создании Совета руководителей подразделений финансовой разведки государств — участников СНГ.
Тем не менее, всё это время исполнительные органы Содружества продолжают высылать Украине рабочую документацию и приглашения на встречи, на которых присутствует её государственный флаг и зарезервировано место за столом для делегации. По состоянию на конец 2022 года СНГ рассматривает Украину в качестве члена. Официальное уведомление о выходе из организации украинские власти не направляли. 16 июня 2022 года Председатель исполкома СНГ С. Лебедев заявил, что в государствах СНГ выражают надежду и желание, чтобы Украина вернулась к активному участию в деятельности Содружества. Однако Украина остается членом Зоны свободной торговли СНГ, а основополагающие договоры СНГ — Соглашение о создании Содружества Независимых Государств и Алма-Атинская декларация до сих пор действуют на Украине.
После начала российского вторжения на Украину во время российско-украинской войны российско-украинские отношения были полностью разорваны, а белорусско-украинские отношения из-за участия Беларуси в российском вторжении в 2022 году в качестве союзника Российской Федерации крайне деградировали и, де-факто, были разрушены. Более того, Украина начала активную денонсацию различных соглашений с СНГ в связи с европейской интеграцией и процессом вступления в Европейский союз.

## Последующие оценки
- Президент США Джордж Буш-старший в своём заявлении от 25 декабря 1991 года, после того, как Горбачёв сообщил ему по телефону о своей отставке, подчеркнул: «Соединённые Штаты приветствуют и поддерживают исторический выбор в пользу свободы, сделанный новыми государствами Содружества. <…> Несмотря на потенциальную возможность для нестабильности и хаоса, эти события явно отвечают нашим национальным интересам» (газета «Известия» за 26 декабря 1991 г.)[133].
- В интервью «Радио Свобода» по случаю 20-й годовщины подписания Беловежского соглашения Кравчук высказал мнение, что в Беловежской пуще он, Ельцин и Шушкевич мирно осуществили государственный переворот. Кравчук выразил уверенность, что Советский Союз сохранить было невозможно и объективные процессы всё равно привели бы к его краху, однако в случае неуправляемого распада могли погибнуть миллионы людей, поскольку центральные власти намеревались осуществить возврат к «централизованной власти со всеми вытекающими отсюда обстоятельствами» — «понятно, что это противоречило уже нашей философии, видению процессов, происходивших в СССР… Тогда перед нами встал вопрос: согласится ли украинский народ на такой сценарий, не приведёт ли это к политическому взрыву в стране, под обломками которого могут погибнуть миллионы»[134].
- Дмитрий Фурман отмечает, что «Беловежские соглашения, решившие судьбу государства тайно, без какой-либо консультации с народом и без какого-либо народного мандата, были абсолютно недемократическим и неконституционным актом»[135].
- Американский геополитик Збигнев Бжезинский считал, что «именно действия Украины… помешали СНГ стать просто новым наименованием более федерального СССР»[136].